# Zelotes schmitzi
Zelotes schmitzi este o specie de păianjeni din genul Zelotes, familia Gnaphosidae. A fost descrisă pentru prima dată de Kulczynski, 1899. Conform Catalogue of Life specia Zelotes schmitzi nu are subspecii cunoscute.